# Biker
Ne doit pas être confondu avec Bicker.

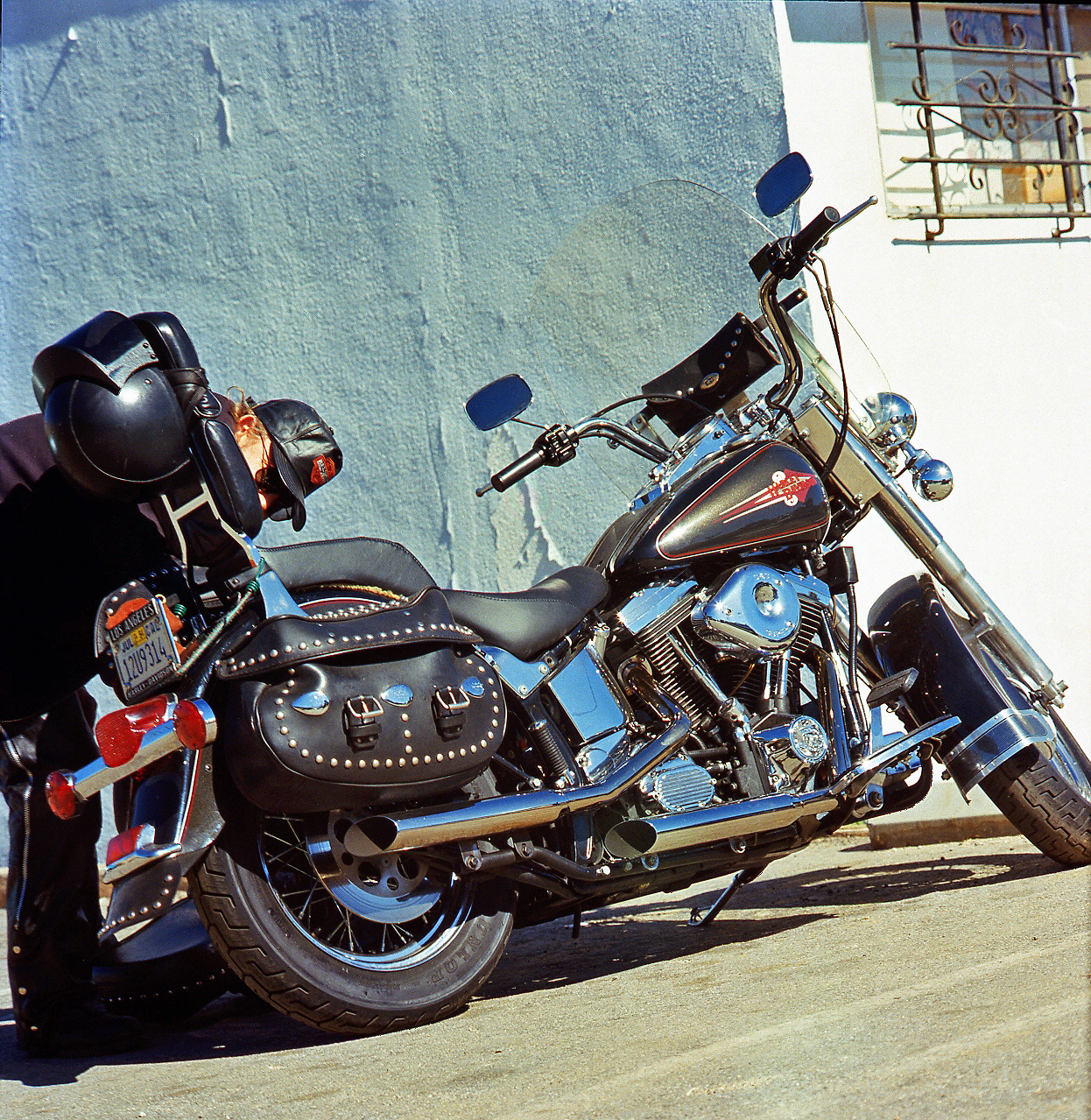
Harley-Davidson, moto préférée des bikers.

Un biker est un  motocycliste, avec la connotation d'une personne passionnée de moto ou de motard « de style américain ».

## Étymologie
Le terme biker (parfois francisé en bikeur) est un emprunt à l'anglais américain biker (« motard »), lui-même formé sur bike, abréviation de motorbike (« moto »). Aux États-Unis, des clubs de motards (bikers' clubs) réunissent des passionnés de motos. Ces clubs sont souvent des réunions de cruisers (ex. : Harley-Davidson), « grosses cylindrées » faites pour les autoroutes avec peu de virages. Un cruiser permet d'avoir une position de conduite droite ou penchée en arrière pour voyager de manière décontractée.

## Style de vie dubiker
Le terme biker dénote souvent une passion pour la moto en tant qu'objet et non en tant que simple moyen de transport, et davantage de liberté pour les usagers des motos :
- liberté d'entretenir sa machine soi-même,
- liberté de la modifier et d'accroître ses performances[3] ;
- liberté de rouler sur des motos anciennes restaurées ;
- recherche de l'excellence en matière de technique de pilotage et de savoir-faire mécanique ;
- organisations de balades en groupes, non pour se rendre à un endroit précis, mais pour le plaisir de rouler.

Ce qui caractérise aussi le biker est une fraternité envers les autres motocyclistes et une solidarité en cas de problème sur la route. Les bikers considèrent les autres bikers comme des frères (sauf les groupes violents et/ou affiliés à une marque industrielle).
Les bikers se rendent annuellement à de très grosses concentrations comme à Sturgis en août ou à Daytona Beach en mars. Dans les évènements organisés autour du monde des bikers et devenus très commerciaux, on trouve toujours des concerts, des expositions de motos et compétitions de toutes marques, des jeux comme la course de lenteur ou le lancer de moteur, du strip-tease, des boutiques de tatouages et des boutiques où tout ce qui peut s'acheter en rapport avec ce milieu est disponible.
Beaucoup plus restrictivement, certains groupes français ont une définition étroite qui sur-interprète le terme américain et cantonnent ce mot à une marque (Harley-Davidson). Totalement tributaires de la multinationale américaine, les bikers au sens étroit du terme, se soumettent aussi à des codes vestimentaires qui tournent presque à l'uniforme, largement encouragés par la communication visuelle de la firme Harley-Davidson et les marques associées (vêtements, musique, bijoux, accessoires) : motifs de tatouages, blousons de cuir et gilets en jean arborant un symbole dans le dos, Hard Rock, et parfois références aux cultures amérindiennes. Les références musicales sont AC/DC, Motörhead, ZZ Top, Metallica, Lynyrd Skynyrd, Allman Brothers Band, Black Label Society... Dans les années 1960, les Hells Angels étaient également très proches des groupes psychédéliques de San Francisco tels que Grateful Dead, Blue Cheer (groupe de bikers dirigé par un Hells Angels du chapitre de San Francisco) ou encore Janis Joplin et son groupe Big Brother & The Holding Company, dont le premier album porte la mention « approved by Hells Angels Frisco ». Il est difficile de dégager un type de musique spécifique aux bikers, étant donné que ce terme au sens large regroupe en réalité toutes sortes de motocyclistes.

## Clubs debikers(définition étroite)
Ce mot a une signification controversée. Pour la presse et la police, il est souvent associé aux gangs criminels (bandes de malfaiteurs), dits « 1% ». Les gangs principaux sont :
- les Bandidos,
- les Hells Angels,
- Les Outlaws,
- les Mongols,
- les Pagans.

Autres exemples :
- les Gypsy Jokers (États-Unis, Australie[6]),
- les Rebels, Australie,
- les Straight Satans (on peut noter que leurs membres étaient dans les années 1960 en relation avec la famille Manson),
- Le Finks MC (sur la Côte dorée en Australie),
- The Rock Machine (Québec, Canada ; absorbés par les Bandidos),
- El Forastero Motorcycle Club.

Il y a eu également, dans les années 1960, des mouvements de la culture scooters, et ce principalement en Grande-Bretagne (les Mods).
La notion d’outlaw motorcycle club a pour origine l'existence de clubs de bikers qui ne se conformaient pas aux normes de l'AMA (American Motorcycle Association). Plus tard, lors d'une concentration à Hollister lors du week-end du 4 juillet 1947, ce terme fut utilisé par un journaliste pour exagérer des incidents qui s'étaient produits.
Ces évènements ont eu une couverture médiatique nationale aux États-Unis. En réponse, le président de l'AMA aurait supposément déclaré que seul 1 % des bikers étaient des fauteurs de troubles. L'AMA assure maintenant qu'il n'existe aucun enregistrement de cette déclaration à la presse, et la présente donc comme une apocryphe.
D'où l'origine de l'expression groupe des 1 %, dont certains bikers prétendent faire partie. Plus tard, quatre clubs principaux de bikers sont apparus. Ce sont les Hells Angels, les Pagans, les Bandidos et les Outlaws. Les membres de ces clubs arborent des écussons et des insignes aux couleurs de leurs gangs respectifs. Par exemple, les couleurs des Hells Angels sont le rouge et le blanc, tandis que celles de leurs ennemis jurés, les Bandidos sont le rouge et le jaune.